# 신숙주 영정 및 감실주독
신숙주 영정 및 감실주독은 경기도 평택시 청북읍 고잔리에 있다. 1997년 4월 26일 평택시의 향토문화재 제8호로 지정되었다.

## 개요
조선전기의 정치가이며 학자인 신숙주의 영정과 감실 주독으로 고잔리에 있는 고령 신씨 사당에 함께 봉안되어 있다.